# Atheta laticollis
Atheta laticollis är en skalbaggsart som först beskrevs av Stephens 1832.  Atheta laticollis ingår i släktet Atheta, och familjen kortvingar. Arten är reproducerande i Sverige.